# Финансово право
Финансовото право е правен отрасъл, както и клон на правната наука, който има за предмет регламентацията на обществените отношения свързани с приходоформирането и разходването на публичните средства (държавните финанси и фиск, както и муниципалните такива), които са необходими за паричното обезпечаване на публичните дейности осъществявани от държавата и другите субекти на публично право.